# 뤄밍차이
뤄밍차이(중국어 정체자: 羅明才, 병음: Lúo Míngcái, 한자음: 나명재, 1967년 1월 15일 ~ )는 타이완의 정치인이다. 2024년 신베이시 제11선거구의 입법위원으로 당선된다.